# Elie Girard
Elie Girard est une personnalité du monde des affaires française, né le 12 avril 1978 à Arles.
De 2019 à 2021, il dirige le groupe Atos, succédant à Thierry Breton. En 2023, il est nommé Président Exécutif d'Alice & Bob, start-up spécialisée dans l'informatique quantique.

## Formation
Né à Arles, Elie Girard est diplômé de l'École Centrale de Paris (promo 2001) et titulaire d'un master en économie et statistique de l'Université de Harvard.

## Carrière
En 2001, Girard commence sa carrière chez Andersen en tant qu'auditeur. 

### Cabinets ministériels
Il rejoint par la suite le ministère de l’Économie, des Finances et de l’Industrie à la Direction générale du Trésor.
Entre 2005 et 2007, il officie comme conseiller technique auprès de Thierry Breton, ministre de l’Économie, des Finances et de l’Industrie, puis rejoint l’équipe de Jean-François Copé, ministre délégué au Budget et à la réforme de l’État, porte-parole du gouvernement.

### Orange (2007-2014)
En 2010, il rejoint Orange comme directeur de cabinet du Président-Directeur général. Il obtient en septembre 2010 le poste de directeur exécutif, chargé de la stratégie et du développement du groupe et membre du conseil d’administration de l’entreprise.
Il y élabore le projet « conquêtes 2015 », destiné à clarifier les métiers du groupe et à définir sa stratégie.

### Accession à la tête d'Atos (2014-2019)
En avril 2014, il devient directeur financier adjoint et membre du comité exécutif d'Atos, avant d’être nommé directeur financier du groupe l’année suivante.
Il participe à ce titre à la stratégie d’acquisitions d’Atos, menant une dizaine d’acquisitions à l’international. En 2018, il en devient directeur général adjoint avant d’être promu, en mars 2019, directeur général délégué du groupe. En octobre 2019, le conseil d’administration d’Atos nomme Girard à la tête du groupe.  A la direction d'Atos, il lance notamment le programme "Spring" (80% des salariés changent de ligne hiérarchique), il lance OneCloud autour des services cloud , il lance le business de Décarbonation, et participe à la vente de Worldline.
Sous sa direction, en 2021, le cours d'Atos dévisse fortement en bourse passant de 77,94 € le 4 janvier 2021 à 42,94 € le 13 juillet 2021 soit -41,94 %, et sortant officiellement le 17 septembre 2021 de l'indice du CAC 40 à la suite de ces mauvais résultats.
En 2021, Elie Girard démissionne de ses fonctions au sein d'Atos, il est remplacé par Rodolphe Belmer.

### Président Exécutif d'Alice & Bob
En 2023, Elie Girard est nommé Président Exécutif d'Alice & Bob, une start-up française spécialisée dans l'informatique quantique.[réf. souhaitée]

## Distinctions et classements
En 2017, il est classé par le Figaro et l'Institut Choiseul parmi les « 100 Leaders économiques de demain », accédant à la 5ème place.